# Charmosyna papou
El lori rabilargo (Charmosyna papou) es una especie de ave psitaciforme de la familia Psittaculidae endémica de Nueva Guinea.

## Subespecies
Se reconocen las siguientes subespecies:
- Charmosyna papou papou
- Charmosyna papou goliathina
- Charmosyna papou wahnesi
- Charmosyna papou stellae